# Вашингтон, Тоня
Тоня Вашингтон (англ. Tonya Washington; по мужу Массалайн (англ. Massaline); род. 30 декабря 1977 года, Опп, штат Алабама) — американская профессиональная баскетболистка, выступавшая в женской национальной баскетбольной ассоциации. Была выбрана на драфте ВНБА 2000 года во втором раунде под общим восемнадцатым номером клубом «Вашингтон Мистикс». Играла на позиции лёгкого форварда.

## Ранние годы
Тоня Вашингтон родилась 30 декабря 1977 года в городе Опп (штат Алабама), а училась она немного южнее, в городе Пакстон (штат Флорида), в одноимённой средней школе, в которой выступала за местную баскетбольную команду.